# Ferdinand Ferber
Louis Ferdinand Ferber (8 de febrero de 1862-22 de septiembre de 1909) fue un oficial del ejército francés que desempeñó un papel importante en el desarrollo de la aviación a principios del siglo XX. Aunque sus experimentos en aeronaves tuvieron un éxito tardío, su temprano reconocimiento y divulgación de la labor de los hermanos Wright fue una gran influencia en el desarrollo de la aviación en Europa. 

## Primeros años
Nacido en Lyon en 1862, estudió en la Ecole Polytechnique antes de unirse al Ejército, y finalmente se convirtió en instructor de la Escuela de Artillería Aplicada en Fontainbleu en 1897. Fue aquí donde se encontró con el trabajo de Otto Lilienthal, a través de la lectura de su trabajo en un artículo en el Illustrierte Zeitung. 

## Experimentos de aviación

### Primeros intentos
Después de algunos experimentos con modelos a escala, Ferber construyó su primer planeador no tripulado de tamaño completo, que tenía un ala en forma de rombo de unos 8 m, y sin éxito intentó volar desde una torre de lanzamiento en la finca de su familia en Rue (Suiza) en agosto de 1898. Más adelante construyó una segunda máquina similar pero más pequeña, que intentó volar como cometa y remolcándola detrás de un caballo, también sin mucho éxito. 
A principios de 1901, Ferber fue trasladado de Fontainbleu a Niza, donde fue puesto al mando de la 17.ª Batería Alpina del 19.º Regimiento. Aquí continuó sus experimentos: su tercer intento siguió más de cerca al patrón de los planeadores de Lillienthal, y fue el primer intento de Ferber de construir un planeador con un tripulante. Las pruebas se realizaron en Saint-Etienne-de-Tinée, pero la superficie del ala resultó insuficiente para su propósito, por lo que se construyó un cuarto planeador más grande. 

### Contacto con Chanute
En 1901, Ferber conoció los experimentos aeronáuticos de Octave Chanute, un ingeniero civil estadounidense nacido en Francia, como resultado de la lectura de un artículo en la Revue Scientifique publicado en el número del 1 de junio de 1901. : 36  Ferber le escribió a Chanute y, a través de él, se enteró de los experimentos de los hermanos Wright, y recibió una copia del artículo de Wilbur Wright "Algunos experimentos aeronáuticos", que se publicó en el Diario de la Western Society of Engineers en diciembre de 1901. A continuación, construyó su quinto avión, basado en fotografías del planeador 1901 de los Wright. 
Este diseño se parecía al planeador Wright por ser un biplano de dos módulos, con un plano elevador delantero, pero el parecido terminaba ahí. Al igual que con sus aviones anteriores, la construcción era extremadamente primitiva, las alas consistían en un simple marco de bambú recubierto de tela, careciendo por completo de las costillas que formaban las alas del planeador de Wright para darles una sección de perfil aerodinámico. Por otro lado, no contaba con ningún control lateral de vuelo. La conexión entre el control lateral y el control direccional fue el descubrimiento clave de los hermanos Wright, y aunque su planeador de 1901 carecía de timón, el uso de la deformación de las alas se describió claramente en el documento de Wilbur Wright. A pesar de todo, los experimentos de Ferber con este avión fueron alentadores, y una versión de su trabajo escrita con su seudónimo "de Rue" se publicó en el número de febrero de 1903 de l'Aérophile. : 53 
Ferber no asistió a la conferencia de Chanute en el Aero Club de Francia en abril de 1903, pero después de oír hablar de ella, escribió a Ernest Archdeacon, uno de los miembros fundadores del Aero Club. En su carta le pedía que usara su influencia para hacer que el Aero Club anunciara un premio para un vuelo de planeador, y contenía una exhortación, apelando a que "No se debe permitir que el avión alcance primero el éxito en América"). : 64  Su sugerencia fue respaldada con entusiasmo por Archdeacon, que incluyó un extracto de la carta de Ferber en su relato de la conferencia de Chanute publicada en La Locomoción el 11 de abril: la carta también se publicó en la edición de abril de L'Aerophile .

### Experimentos de Ferber
Ferber construyó entonces otro avión muy similar a su planeador de 1902, que difería principalmente en tener un par de timones triangulares montados en los puntales de los interplanos externos de popa. Este avión fue equipado con un Motor de Buchet de 6 CV, que impulsa un par de hélices montadas coaxialmente, en por lo que se denominó Tipo V-bis. Entre septiembre de 1903 y octubre de 1904 se realizaron varios intentos de vuelo, y también construyó una alta torre de celosía que soportaba un largo brazo giratorio contrapesado del cual se suspendió la aeronave. Ferber escribió que las pruebas de esta máquina "eran completamente inútiles, pero atrajeron la atención pública sobre la aviación".
En abril de 1904, Ferber asistió a Ernest Archdeacon con las pruebas de su planeador derivado del de los Wright en Berck-sur-Mer. Poco después, Charles Renard, comandante de la escuela de globos del Ejército Francés en Chalais Meudon, invitó a Ferber a unirse a este establecimiento, y asumió este nuevo puesto a principios de mayo de 1904. También construyó otro avión, el Tipo VI, notable por su uso de un estabilizador horizontal montado en la parte trasera y también presentaba un diedro, en un intento de obtener estabilidad lateral. 
En junio de 1905, Ferber escribió a los hermanos Wright ofreciéndoles comprar una de sus máquinas. Los Wright no estaban dispuestos a vendérsela, pero su respuesta, fechada el 9 de octubre de 1905, detallaba los vuelos que habían realizado recientemente, por lo que Ferber fue el primer europeo en conocer estos logros. 
Después de la muerte de Renard en abril de 1905, la relación de Ferber con las autoridades de Chalais Meudon se deterioraron y en junio de 1906 solicitó tres años de licencia para trabajar en la empresa Antoinette. Se le concedió el permiso en agosto de 1906, y también se le permitió continuar sus experimentos en Chalais-Meudon. En 1906, Ferber construyó su avión tipo VIII, equipado con un motor Antoinette de 24 CV. Mientras permanecía estacionado fuera del hangar, fue destruido por una tormenta en noviembre. Reconstruido como tipo IX, fue probado tardíamente con éxito en julio de 1908 en Issy-les-Moulineaux, cerca de París.
En 1908, Ferber fundó la Ligue Nationale Aérienne con la ayuda del conocido fisiólogo René Quinton, que era miembro de un grupo parisino de personalidades literarias llamado los "Cuarenta y cinco", que honraban los logros en literatura, ciencias y artes. En mayo de 1908, Ferber se dirigió al grupo por sugerencia de Quinton, y tras recibir una ovación por sus logros en la aviación, Quinton se inspiró para establecer un premio de 10.000 francos para la primera persona que volara durante 5 minutos con el motor parado y sin perder más de 50 metros de altitud. En mayo de 1909, la Liga abrió una escuela de vuelo en Juvisy, con Ferber como su instructor principal.

### Muerte
El capitán Ferber murió el 22 de septiembre de 1909 en una reunión de aviación en Boulogne, cuando, intentando hacer un giro a baja altura en un biplano Voisin, un ala golpeó el suelo.
Fue enterrado en el cementerio de Loyasse en Lyon. 
En junio de 1910, el ministro de Guerra francés anunció que uno de sus dirigibles Zodiac recién encargados se llamaría Capitaine Ferber, y se erigió en Boulogne un monumento en forma de monolito con un águila en vuelo de bronce.
Gaston Combebiac escribió que Feber debería ser considerado miembro de la Sociedad del Cuaternión cuando contribuyó con una nota biográfica al Boletín de la Sociedad:
Después de todo, desde su intuición, a la vez matemática y realista, al no haber dejado de reconocer las ventajas que presenta el uso del cálculo vectorial para ciertas aplicaciones físicas de las matemáticas, debemos clasificarlo entre los miembros de nuestra Asociación.

## Aeronaves
- Ferber I
- Ferber II
- Ferber III
- Ferber IV (1901) Ala delta monoplano basada en los diseños de Otto Lilienthal
- Ferber V (1902) Planeador biplano de dos bahías con elevador delantero, luego equipado con timones triangulares en los puntales del interplanos externo, y luego reconstruido con un motor Buchet de 6 CV y renombrado como V-bis
- Ferber VI (1904) planeador biplano de dos módulos, con un estabilizador horizontal alargado montado en la parte trasera además de un elevador delantero
- Ferber VII
- Ferber VIII
- Ferber IX

## Citas
- "L'ascension est une fleur qui naît de la vitesse".

(Traducción: "La ascensión es una flor que nace de la velocidad")
- "Concevoir une machine volante n'est rien; Fabriquer est peu; L'essayer est tout"[12]

(Traducción: "Diseñar una máquina voladora no es nada; Construir una es algo; Experimentar lo es todo".)

## Libros
- 1904 : F. Ferber : Les progrès de l'aviation par le vol plané, F.Ferber, in Revue d'Artillerie, mars 1904
- 1908: F. Ferber : L'Aviation — ses Débuts — son Développement, enlace desde Internet Archive.